# Мендосинский мотор
Мендоси́нский магни́тно-со́лнечный мото́р Ла́рри Спри́нга, или мендоси́нский мото́р, двигатель (англ. Larry Spring's Magnetic Levitation Mendocino Brushless Solar Motor) — разновидность маломощного бесколлекторного электрического двигателя с ротором на магнитных подшипниках и питанием от источника света. Из-за крайне низкой мощности такие моторы обычно используются только в качестве технических демонстраций.

## Описание
Мотор двигателя состоит из ротора многоугольного (обычно квадратного) сечения, насаженного на вал. Ротор имеет два набора обмоток с питанием от солнечных батарей. Вал расположен горизонтально, вблизи его концов находятся два постоянных кольцевых магнита. Магниты на валу обеспечивают левитацию, так как находятся над отталкивающими постоянными магнитами, расположенными в основании. Дополнительный магнит, находящийся под ротором, создаёт магнитное поле, которое взаимодействуя с током в обмотках ротора создаёт крутящий момент.
Освещение подаётся с одной из сторон. Когда свет падает на одну из солнечных батарей, она генерирует электрический ток, который течёт по обмотке ротора. Этот ток создает магнитное поле, которое взаимодействует с полем магнита под ротором. Это взаимодействие приводит ротор во вращение. При повороте ротора следующая солнечная батарея обращается к источнику света и возбуждает ток в следующей обмотке. Процесс повторяется до тех пор, пока на батареи падает свет. Можно провести аналогию с работой коллекторного двигателя постоянного тока: вместо щёточного электрического коллектора в данном двигателе используется «световой коллектор».
Поскольку невозможно сделать статическую устойчивую магнитную подвеску на постоянных магнитах, с одной или двух сторон ось опирается на стенку. Магнитная подвеска очень неустойчива, и важно хорошо сбалансировать ротор.
Существующие в настоящее время мендосинские моторы развивают очень низкую мощность.

## История
Мендосинский мотор был изобретён в 1994 году американским конструктором и популяризатором науки Ларри Спрингом. Назван по имени округа Мендосино в штате Калифорния, где проживал изобретатель.
Идея светового коммутируемого двигателя, где солнечная энергия преобразовывалась бы в солнечных батареях и питала отдельные катушки двигателя, была впервые описана Дэрилом Чапином в эксперименте с солнечной энергией в 1962 году. Эксперимент был проведён в Bell Labs, где Чапин вместе со своими коллегами Кельвином Фуллером и Джеральдом Пирсоном изобрели современные солнечные элементы в 1954 году. Вместо магнитной левитации в двигателе Чапина использовался стеклянный цилиндр вращающийся на острие иглы, которая служила подшипником скольжения с очень низким трением.